# Theodor Nikolaou
Theodor Nikolaou (Νικολάου Θεόδωρος; * 24. März 1942 in Anavra Almyrou, Präfektur Magnesia, Griechenland; † 13. Februar 2023 in Ottobrunn bei München) war ein  orthodoxer Theologe.

## Leben und Wissenschaftlicher Werdegang
Theodor Nikolaou studierte ab 1961 orthodoxe Theologie an der Theologischen Fakultät in Halki bei Konstantinopel (Istanbul) und erhielt 1965 sein Diplom. Anschließend setzte er sein Studium der Theologie, der Klassischen Philologie und der Philosophie an den Universitäten Bonn und Thessaloniki fort. Im Jahr 1968 wurde er an der Philosophischen Fakultät der Universität Bonn mit magna cum laude zum Dr. phil. und im Jahr 1981 an der Theologischen Fakultät der Universität Thessaloniki mit summa cum laude zum Dr. theol. promoviert.
1971 bekam er ein Forschungsstipendium der Alexander-von-Humboldt-Stiftung. Im Oktober 1971 erhielt er die Stelle eines wissenschaftlichen Assistenten im Altkatholischen Seminar der Universität Bonn; bereits 1972 erhielt er dort einen Lehrauftrag für orthodoxe Theologie.
1975 habilitierte er sich an der Universität Bern für das Fach „Griechische Patristik und Byzantinische Geistesgeschichte“, und 1976 erfolgte seine Umhabilitation und Ernennung zum Privatdozenten an der Universität Bonn. In Bonn wurde er 1978 zum außerplanmäßigen Professor ernannt und wirkte bis zu seiner Berufung nach München als Oberassistent.
Von 1984 bis zu seiner Emeritierung 2005 war er Inhaber des damals neu gegründeten Lehrstuhls für Orthodoxe Theologie und Leiter des gleichnamigen Instituts der Ludwig-Maximilians-Universität München. Aus dem Institut entwickelte sich nicht zuletzt aufgrund seiner Bemühungen die Ausbildungseinrichtung für Orthodoxe Theologie der Universität München. Diese wurde von Nikolaou als Vorsitzendem der Gemeinsamen Kommission, dem Fachbereichsrat der Ausbildungseinrichtung, von 1997 bis 2003 geleitet.
Nikolaou war von 2001 bis 2005 im Vorstand des „Zentrums für ökumenische Forschung“ der Universität München, zu dessen Gründern er gehört. 1995 war er Gastprofessor am Ökumenischen Institut der Katholisch-Theologischen Fakultät der Universität Salzburg.
Im Rahmen des Sokrates-Programms organisierte er seit Mitte der 1990er-Jahre den Austausch mit der Theologischen Fakultät der Universität Thessaloniki. Seit 2000 war er zudem Mitorganisator des Dozentenaustausches mit der Theologischen Fakultät der Babeș-Bolyai-Universität (Cluj-Napoca) in Rumänien.
1987 gründete Nikolaou die Zeitschrift „Orthodoxes Forum. Zeitschrift des Instituts für Orthodoxe Theologie der Universität München“, die er bis 2005 herausgab. Seit 1993 gab er die Reihe der Münchener Universitätsschriften „Veröffentlichungen des Instituts für Orthodoxe Theologie“ (VIOTh) heraus und seit 1995 die Reihe „Liturgische Texte und Studien“.
Er war verheiratet und Vater zweier Kinder. Theodor Nikolaou starb am 13. Februar 2023 in Ottobrunn bei München im Alter von 80 Jahren.

## Mitgliedschaften
Nikolaou war Mitglied verschiedener wissenschaftlicher Gesellschaften und Kommissionen im In- und Ausland. Als Vertreter der Griechisch-Orthodoxen Metropolie von Deutschland und des Ökumenischen Patriarchats war er Mitglied verschiedener ökumenischer Kommissionen; z. B.:
- Internationale Kommission für den offiziellen Orthodox-Lutherischen Dialog
- Mitglied der Europäischen Akademie der Wissenschaften und Künste

## Ehrungen
- 1972 Ehrenpreis der Akademie der Wissenschaften von Athen für das Buch „Die Ansichten über Staat und Recht bei Georgios Plethon – Gemistos“
- 1992 Ehrenmedaille des Apostels Markus, des Gründers der Kirche (des Patriarchats) von Alexandrien, durch den Patriarchen von Alexandrien und ganz Afrika, Parthenios III.
- 1998 Ehrendoktorwürde der St. Kyril und Methodius-Universität Weliko Tarnowo in Weliko Tarnowo (Bulgarien)
- 2002 die Ehrendoktorwürde der Babeş-Bolyai-Universität in Cluj-Napoca (Rumänien)
- 2005 Goldenes Kreuz erster Klasse der Griechisch-orthodoxen Metropolie von Deutschland
- 2008 Ehrentitel „Archon Hypomimneskon der Heiligen Grossen Kirche Christi“, d. h. des Ökumenischen Patriarchats, verliehen durch den Ökum. Patriarchen Bartholomäus I.
- 2012 „Akademische Feier“ veranstaltet durch die Ausbildungseinrichtung für Orthodoxe Theologie der LMU anlässlich seines 70. Geburtstags, bei der ihm eine weitere Festschrift (II) mit dem Titel „Die Schüler ehren ihren Lehrer. Zum 70. Geburtstag von Theodor Nikolaou (24. März 2012)“, OFo Band 25, St. Ottilien 2012, überreicht wurde.
- 2013 Verdienstkreuz am Bande des Verdienstordens der Bundesrepublik Deutschland[2]

## Veröffentlichungen (Auswahl)
- Theodor Nikolaou: Der Neid bei Johannes Chrysostomus. Unter Berücksichtigung der griechischen Philosophie. Bonn 1968.
- Theodor Nikolaou: Die Willensfreiheit und die Affekte der Seele bei Klemens von Alexandrien. Thessaloniki 1981 (griechisch, docplayer.gr).
- Theodor Nikolaou: Hē sēmasia tēs eikonas sto mystērio tēs oikonomias. Paterikes martyries. Ekdoseis P. Pournara, Thessaloniki 1992, ISBN 960-242-044-8 (deutsch: Die Bedeutung der Ikone im Mysterium der Heilsökonomie. Übersetzt von K. Nikolakopoulos).
- Theodor Nikolaou: Askese, Mönchtum und Mystik in der orthodoxen Kirche. Eos-Verlag, St. Otilien 1996, ISBN 3-88096-429-7.
- Theodor Nikolaou: Die Orthodoxe Kirche im Spannungsfeld von Kultur, Nation und Religion. Eos-Verlag, St. Otilien 2005, ISBN 3-8306-7219-5.
- Theodor Nikolaou: Πληθωνικά [Plethōnika = Plethonstudien]. Vanias-Verlag, Thessaloniki 2005, ISBN 960-288-130-0 (formal falsch).
- Theodor Nikolaou: Μετουσία Θεοῦ. Φιλοσοφικές καί θεολογικές μελέτες. [Teilhabe an Gott. Philosophische und theologische Studien] Centre for patristic Publications, Athen 2011, ISBN 978-960-98499-8-2.
- Theodor Nikolaou: Glaube und Forsche. Ausgewählte Studien zur griechischen Patristik und byzantinischen Geistesgeschichte (= Veröffentlichungen des Instituts für Orthodoxe Theologie 10). EOS-Verlag, St. Ottilien 2012, ISBN 978-3-8306-7533-4.